# Zaya Khüree
Zaya Khüree (tiếng Mông Cổ: Заяа Хүрээ) là một tu viện Phật giáo Tây Tạng ở thành phố Tsetserleg, tỉnh lị tỉnh Arkhangai tại miền trung Mông Cổ, được thành lập vào năm 1586. Đây được biết đến vì là nơi thành lập Tsetserleg.